# Stefanie Dolson
Stefanie Dolson (Goshen, Estados Unidos, 8 de enero de 1992) es una jugadora de baloncesto de Estados Unidos campeona olímpica en Tokio 2020 en la modalidad de Baloncesto 3x3 junto a Kelsey Plum, Allisha Gray y Jacquelyn Young.
Es jugadora de los Chicago Sky de la WNBA y ha sido dos veces WNBA All-Star, en el año 2015 y 2019.

## Palmarés olímpico
| Juegos Olímpicos | Juegos Olímpicos | Juegos Olímpicos | Juegos Olímpicos |
| Año              | Lugar            | Medalla          | Prueba           |
| ---------------- | ---------------- | ---------------- | ---------------- |
| 2021             | Tokio ( Japón)   | Medalla de oro   | Baloncesto 3x3   |

## Vida personal
En 2016, Dolson se declaró públicamente miembro de la comunidad LGBT."